# The Effects of Cross and Self-Fertilisation in the Vegetable Kingdom
The Effects of Cross and Self-Fertilisation in the Vegetable Kingdom (Gli effetti della fecondazione incrociata e propria nel regno vegetale) è un'opera scientifica di Charles Darwin, pubblicata nell'autunno del 1876. Questo libro rappresenta un importante approfondimento della teoria della fertilizzazione delle piante, complementare al precedente lavoro di Darwin La Fertilizzazione delle Orchidee, dove il naturalista britannico aveva esplorato i meccanismi di impollinazione incrociata tra le orchidee.
L'opera di Darwin sulle strategie di fertilizzazione delle piante ha contribuito significativamente alla comprensione della biologia evolutiva delle piante e ha dimostrato, ancora una volta, l'importanza delle sue osservazioni e teorie in un'ampia gamma di campi scientifici. Nonostante la difficoltà e la specificità del contenuto, Gli Effetti della Fertilizzazione Incrociata e della Auto-Fertilizzazione resta un capolavoro del pensiero darwiniano e una pietra miliare nello studio dell'evoluzione e della genetica vegetale.

## Storia
Nella sua autobiografia Darwin scrive:
The Effects of Cross- and Self-Fertilisation1 was published in the autumn of 1876; and the results there arrived at explain, as I believe, the endless and wonderful contrivances for the transportal of pollen from one plant to another of the same species. I now believe, however, chiefly from the observations of Hermann Müller, that I ought to have insisted more strongly than I did on the many adaptations for self-fertilisation; though I was well aware of many such adaptations. A much enlarged edition of my Fertilisation of Orchids was published in 1877.»
Gli Effetti della Fertilizzazione Incrociata e della Auto-Fertilizzazione fu pubblicato nell'autunno del 1876; e i risultati a cui sono arrivato spiegano, come credo, le infinite e meravigliose astuzie per il trasporto del polline da una pianta all'altra della stessa specie. Ora credo, tuttavia, principalmente grazie alle osservazioni di Hermann Müller, che avrei dovuto insistere più fortemente di quanto ho fatto sulle numerose adattamenti per l'auto-fertilizzazione; anche se ero ben consapevole di molte di queste adattamenti. Una versione notevolmente ampliata del mio libro sulla fertilizzazione delle orchidee fu pubblicata nel 1877.»

## Contenuto
Nel suo lavoro del 1876, Darwin indaga sugli effetti della fertilizzazione incrociata rispetto alla auto-fertilizzazione (autoimpollinazione) nelle piante. Partendo da una semplice osservazione casuale, Darwin scoprì che i semi derivati da piante auto-fertilizzate erano inferiori, anche nella prima generazione, rispetto a quelli provenienti da piante incrociate. Questa osservazione, che richiese un lungo periodo di esperimenti (undici anni), lo portò a concludere che la fertilizzazione incrociata, che favorisce la variazione genetica, conferisce alle piante una maggiore vigoria e altezza.
Darwin esplora in dettaglio le varie strategie evolutive che le piante adottano per favorire la fertilizzazione incrociata, e discute anche delle numerose adattamenti che permettono l'auto-fertilizzazione, anche se in misura minore rispetto all'impollinazione da parte di piante di altre specie.

### Struttura
- Capitolo I: Osservazioni Introduttive

Il capitolo discute i vari mezzi che favoriscono o determinano la fertilizzazione incrociata delle piante, evidenziando i benefici che questa porta alla loro vigoria. La fertilizzazione auto-fertilizzante, pur favorevole alla propagazione della specie, non offre gli stessi vantaggi. Darwin introduce il contesto storico del tema, gli obiettivi degli esperimenti e il metodo statistico impiegato per misurare i risultati. Sottolinea l'importanza delle condizioni uniformi e la ripetizione delle osservazioni attraverso diverse generazioni di piante. Vengono discussi anche errori apparenti e reali, e l'importanza delle conclusioni derivanti dagli esperimenti.
- Capitolo II: Convolvulaceae

Viene analizzato il comportamento della Ipomoea purpurea in 10 generazioni successive di piante incrociate e auto-fertilizzate. I risultati mostrano una maggiore vigoria delle piante incrociate. L'esperimento esplora anche gli effetti della fertilizzazione incrociata tra fiori sulla stessa pianta e tra piante di diverse varietà, evidenziando che un incrocio con una nuova pianta migliora la crescita e la fertilità.
- Capitolo III: Scrophulariaceae, Gesneriaceae, Labiatae, ecc.

Il capitolo esamina una serie di piante, come Mimulus luteus, Digitalis purpurea, e Calceolaria, confrontando piante incrociate e auto-fertilizzate per altezza, vigore e fertilità. In alcuni casi, come nel Mimulus luteus, appare una nuova varietà alta e molto auto-fertile. Si esplorano anche gli effetti di incroci tra piante della stessa specie e l'impatto di incroci con piante provenienti da ceppi diversi.
- Capitolo IV: Cruciferae, Papaveraceae, Resedaceae, ecc.

Questo capitolo riguarda piante come Brassica oleracea, Viola tricolor e Dianthus caryophyllus, confrontando l'altezza, la vigoria e la fertilità delle piante incrociate rispetto a quelle auto-fertilizzate. Si evidenzia che gli incroci con piante di ceppi diversi portano ad una maggiore fertilità e vigore, mentre l'auto-fertilizzazione tende a ridurre la varietà e la vigoria delle piante.
- Capitolo V: Geraniaceae, Leguminosae, Onagraceae, ecc.

Si esaminano diverse piante come Pelargonium zonale, Tropaeolum minus, Lupinus luteus e Pisum sativum. Darwin osserva che in alcune specie, come il Pisum sativum, l'incrocio tra varietà diverse aumenta significativamente la fertilità. Inoltre, piante come Sarothamnus scoparius mostrano effetti sorprendenti da incroci con altre varietà.
- Capitolo VI: Solanaceae, Primulaceae, Polygonaceae, ecc.

Il capitolo esplora il comportamento di piante come Petunia violacea, Nicotiana tabacum, e Zea mays, confrontando la vigoria e la fertilità di piante incrociate e auto-fertilizzate. In alcune specie, l'incrocio con varietà distinte porta a piante più alte e fertili, mentre in altre, come il Nicotiana tabacum, non si osservano differenze significative in altezza, ma si nota un miglioramento della fertilità con piante di diversa provenienza.
- Capitolo VII: Riassunto delle Altezze e Pesi delle Piante Incrociate e Auto-Fertilizzate

Viene fornito un riassunto statistico delle misurazioni delle altezze e dei pesi delle piante incrociate e auto-fertilizzate. Si discutono casi eccezionali in cui l'incrocio non ha portato ad un aumento significativo dell'altezza rispetto all'auto-fertilizzazione, ma si conferma che questi casi non costituiscono una vera eccezione alla regola generale che favorisce la fertilizzazione incrociata.
- Capitolo VIII: Differenze tra Piante Incrociate e Auto-Fertilizzate in Vigore Costituzionale e Altri Aspetti

Il capitolo approfondisce le differenze nel vigore costituzionale delle piante incrociate rispetto a quelle auto-fertilizzate. Le piante incrociate tendono ad avere una maggiore vigoria e a fiorire prima, mentre le piante auto-fertilizzate sono più suscettibili a malattie e morte prematura. Vengono esaminati anche gli effetti dell'incrocio tra piante con una parentela stretta.
- Capitolo IX: Gli Effetti della Fertilizzazione Incrociata e della Auto-Fertilizzazione sulla Produzione di Semi

Si analizzano le differenze nella fertilità dei semi prodotti da piante incrociate e auto-fertilizzate. I semi provenienti da piante incrociate mostrano una maggiore fertilità e tassi di germinazione superiori. Si discutono anche i fenomeni di sterilità parziale nelle piante auto-fertilizzate e l'emergere di varietà altamente auto-fertili.
- Capitolo X: Mezzi di Fertilizzazione

Il capitolo esplora i vari meccanismi di fertilizzazione, tra cui l'impollinazione da parte di insetti e la conversione delle specie anemofile (che si affidano al vento per la dispersione del polline) in entomofile (impollinate da insetti). Viene discusso il ruolo degli insetti, in particolare delle api, nell'impollinazione incrociata, e l'importanza della struttura dei fiori per favorire la fertilizzazione.
- Capitolo XI: Le Abitudini degli Insetti in Relazione alla Fertilizzazione dei Fiori

Viene esaminato il comportamento degli insetti impollinatori, in particolare delle api, che visitano i fiori della stessa specie in base a segnali visivi e chimici. Darwin descrive come le api riconoscano i fiori della stessa specie e l'efficacia delle perforazioni dei fiori da parte delle api per raccogliere il nettare, migliorando la fertilizzazione incrociata.
- Capitolo XII: Risultati Generali

Il capitolo conclusivo riassume i risultati principali, confermando che la fertilizzazione incrociata è generalmente benefica, mentre la auto-fertilizzazione può essere dannosa. Darwin discute come i benefici della fertilizzazione incrociata siano legati alla diversità dei caratteri sessuali nelle piante e come l'interazione tra elementi sessuali differenziati influisca sulla fitness delle piante. Viene anche trattata la teoria della genesi dei due sessi e l'importanza di evitare le unioni "illegittime" tra piante con caratteristiche sessuali troppo simili.

## Importanza scientifica
Questo libro, pur essendo considerato fondamentale nel contesto della botanica evolutiva, non raggiunse una diffusione di massa a causa della sua natura altamente tecnica e dettagliata. Darwin stesso lo considerava un "completamento" del suo studio precedente sulle orchidee e si proponeva di pubblicare una nuova edizione del libro sulle orchidee insieme a ulteriori osservazioni sui fenomeni dimorfici e trimorfici nelle piante.
Il lavoro di Darwin sulla fertilizzazione incrociata ha avuto un impatto duraturo sullo studio della biologia vegetale, in particolare per quanto riguarda la selezione naturale e la genetica delle piante. La sua ricerca ha messo in evidenza l'importanza dell'impollinazione incrociata nella promozione della diversità genetica e ha contribuito alla comprensione dei meccanismi evolutivi che favoriscono l'adattamento delle piante all'ambiente.

## Pubblicazione e edizioni
La prima edizione di Gli Effetti della Fertilizzazione Incrociata e della Auto-Fertilizzazione fu pubblicata il 10 novembre 1876. La tiratura iniziale fu di 1.500 copie, vendute entro la fine dell'anno, ma l'opera non ottenne un grande successo di pubblico a causa della sua densità tecnica. La seconda edizione, pubblicata nel 1878, non apportò grandi modifiche al testo, salvo alcune aggiunte e correzioni. Nel 1915 venne pubblicata una nuova edizione, descritta come "seconda edizione", ma in realtà si trattava solo di una ristampa con stereotipi della precedente.
Il libro fu tradotto in diverse lingue, tra cui il francese, il tedesco e l'italiano, durante la vita di Darwin, e successivamente in altre lingue.

## Edizioni
- (EN) Charles Darwin, The effects of cross and self fertilisation in the vegetable kingdom, London, John Murray, 1876.
- Giovanni Canestrini e P. A. Saccardo (a cura di), Gli effetti della fecondazione incrociata e propria nel regno vegetale, Torino, Unione Tipografico Editrice, 1878.